# Landesgartenschau Amberg 1996

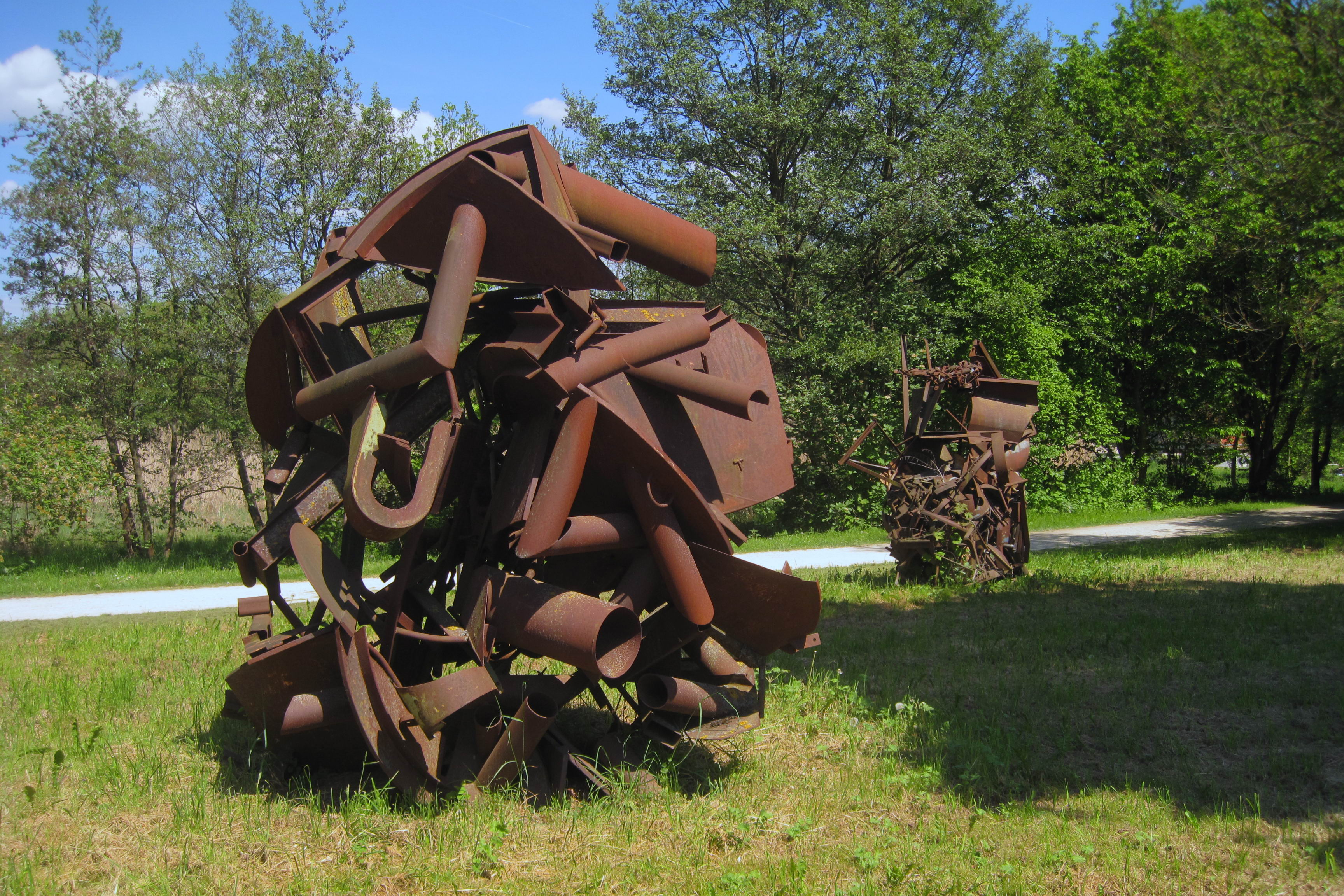
Kunstwerk ohne Titel von Erwin Regler am Amberger Skulpturenweg

Die Landesgartenschau Amberg 1996 war die bayerische Landesgartenschau in der kreisfreien oberpfälzischen Stadt Amberg.
Die Landesgartenschau unter dem Motto „Leben am Fluss“ fand vom 26. April bis 6. Oktober 1996 statt und befasste sich mit der Neugestaltung der Ufer der Vils, so entstanden u. a. neue naturnahe Auen mit Mäandrierung. Der Amberger Skulpturenweg wurde initiiert und bis heute durch weitere Kunstwerke ergänzt. Auf dem Gelände befindet sich auch der Turmhügel Schanzhübl. Zur Landesgartenschau baute man außerdem so genannte Plätten für Ausflugsfahrten nach, diese waren im Mittelalter eingesetzte Arbeitsschiffe, die Eisenerzeugnisse bis zum Amberger Stadel nach Regensburg brachten und auf der Rückfahrt hauptsächlich mit Salz beladen waren. Zu den Errungenschaften der Landesgartenschau unter Oberbürgermeister Wolfgang Dandorfer zählte der Neubau des Amberger Congresscentrums ACC für wirtschaftliche und kulturelle Veranstaltungen, sowie der neue Volksfestplatz, genannt Dultplatz. Das ehemalige Klärwerk wurde zum Jugendtreff umgebaut. Zwanzig Jahre später, im Jahr 2016, erinnerten verschiedene Veranstaltungen an die bis dahin mit 1,1 Millionen Besuchern größte Landesgartenschau.